# Leiobunum lusitanicum
Leiobunum lusitanicum is een hooiwagen uit de familie Sclerosomatidae.